# Der Präsident ist tot
Der Präsident ist tot ist ein Lied der deutschen Rockband Extrabreit, das 1981 auf dem Album Welch ein Land ! – Was für Männer: veröffentlicht wurde.

## Hintergrund

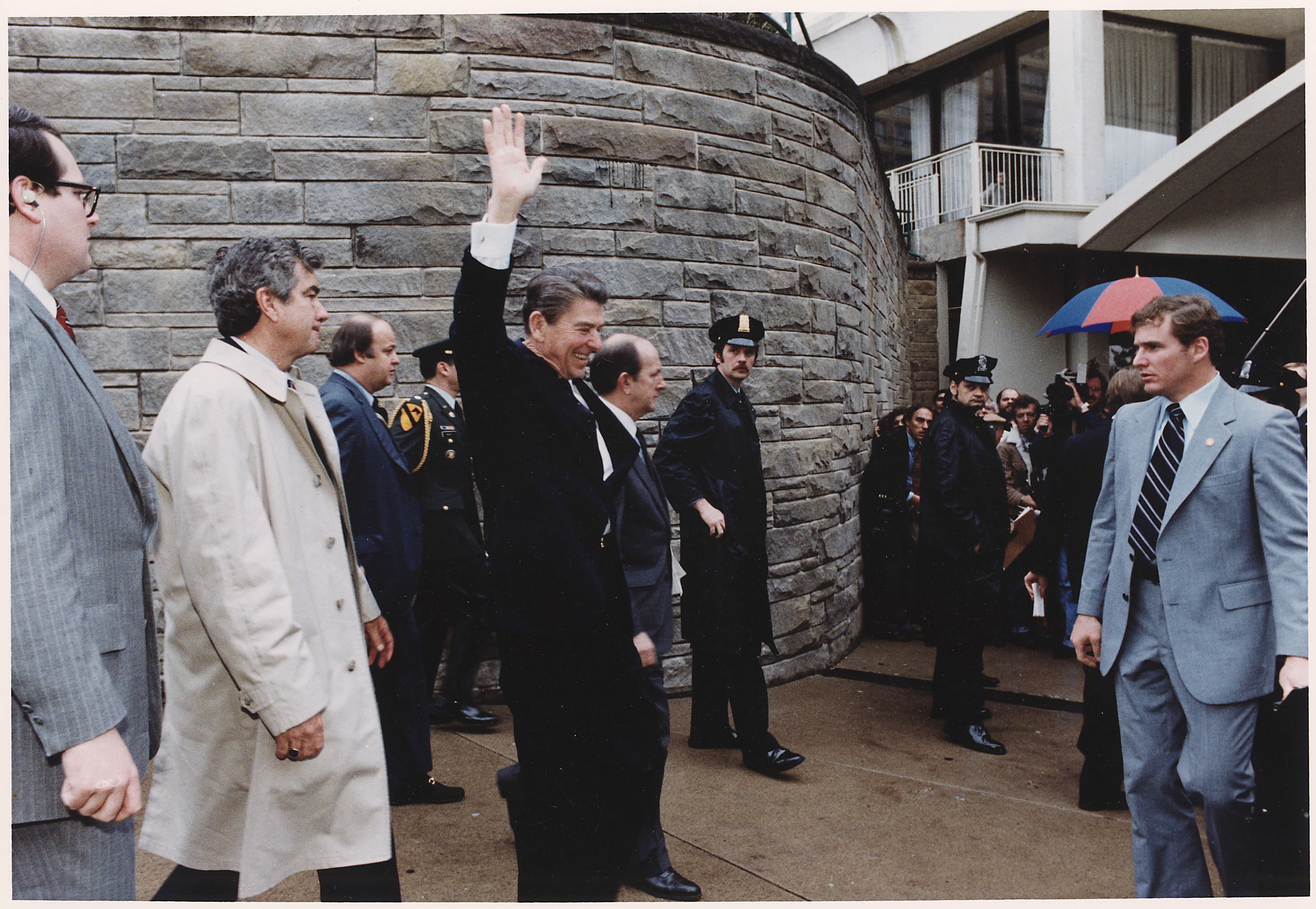
Ronald Reagan unmittelbar vor dem Attentat

Am 30. Mai 1981 verübte John Hinckley, Jr. vor dem Hilton Hotel in Washington, D.C. ein Attentat auf den damaligen US-Präsidenten, Ronald Reagan. Reagan kam nach dem Besuch einer Gewerkschaftsveranstaltung, umringt von seinen Leibwächtern, die Straße hinunter in Richtung der geparkten Präsidentenlimousine, als Hinckley mehrere Schüsse auf ihn abgab. Reagan, sowie der Pressesprecher des Weißen Hauses, James Brady, der Polizeibeamte Thomas K. Delahanty sowie der Secret-Service-Beamte Timothy McCarthy wurden von Geschossen getroffen und zum Teil schwer verletzt. Reagan wurde in die Limousine gestoßen, die sofort abfuhr. Reagan überlebte, das Attentat war weltweit Thema der Berichterstattung. 

Die Gruppe Extrabreit hatte zu dieser Zeit mit den Vorbereitungen und dem Songwriting für ihr zweites Album, Welch Ein Land ! - Was Für Männer: begonnen. Sänger Kai Havaii sah die Fernsehbilder und beschrieb seine Wahrnehmung später so: 

„Mit angehaltenem Atem hatten wir (...) die wieder und wieder gezeigten, verwackelten Bilder des von Schüssen getroffenen Reagan gesehen, es war, schien es, das erste Mal, daß man bei einem solchen Ereignis gewissermaßen »daneben stand«. Tief beeindruckt von der düsteren Magie dieser Fernsehbilder, die wie die Vorboten eines neuen, totalen Medienzeitalters wirkten, schrieb ich noch in der Nacht das Lied »Der Präsident ist tot«.“

In seinem Text benannte er keinen Ort für das Ereignis, vermied die Nutzung von Namen, fügte einige fiktive Details zur Handlung hinzu, und ließ den Präsidenten sterben, sodass dadurch nach seiner Auffassung „das Attentat zum »Attentat schlechthin« und der »Präsident« zur allgemeingültigen Metapher des (westlichen) politischen Führers werden“ konnte.
Das Lied wurde von Thomas Hermann mit einem Synthesizer-Intro versehen, das an Sirenen erinnerte. Die Aufnahme fand im Tonstudio Hiltpoltstein statt, die Produktion wurde von Extrabreit und Manfred Neuner durchgeführt. Es erschien auf dem Album, das ursprünglich ausschließlich auf Schallplatte und Musikkassette veröffentlicht wurde, als sechstes Lied und eröffnete dadurch die zweite Seite des jeweiligen Tonträgers. Als Single wurde es nicht veröffentlicht.

## Coverversionen
Bisher erschienen zwei Coverversionen des Liedes: Die Neue-Deutsche-Härte-Band Stendal Blast nahm es 2004 für ihr Album Schmutzige Hände auf, Oomph! coverte es 2008 und veröffentlichte es als drittes Lied der fünf Titel umfassenden Maxi-CD Das Letzte Streichholz.